# کایل واکر-پیترز
کایل واکر-پیترز (انگلیسی: Kyle Walker-Peters؛ زادهٔ ۱۳ آوریل ۱۹۹۷) بازیکن فوتبال اهل انگلستان است.
از باشگاه‌هایی که در آن بازی کرده‌است می‌توان به تاتنهام هاتسپر و ساوت‌همپتون اشاره کرد.